# L'Intrepido
L'Intrepido è stato un settimanale per ragazzi edito in Italia dalla casa editrice torinese Picco & Toselli e pubblicato per oltre 500 numeri dal 1919 al 1929, edizione italiana dell’omonima testata francese L'intrepide la quale presentava racconti e romanzi di avventure oltre a fumetti.